# Leptataspis striata
Leptataspis striata är en insektsart som beskrevs av Victor Lallemand 1922. Leptataspis striata ingår i släktet Leptataspis och familjen spottstritar. Inga underarter finns listade i Catalogue of Life.